# Mieżdurieczensk (Republika Komi)
Mieżdurieczensk – osiedle typu miejskiego w Rosji, w Republice Komi. W 2010 roku liczyło 1418 mieszkańców.